# アンカイオス (小惑星)
アンカイオス (26057 Ankaios) は、木星の先行トロヤ群（ギリシア群）にある小惑星の一つ。パロマー天文台のトム・ゲーレルスとライデン天文台のファン・ハウテン夫妻が発見した。
ギリシア神話のアルゴナウタイの一人であり、トロイア戦争にギリシア側で参戦したアガペーノールの父親である大アンカイオスから命名された。